# Platybletes glabrifrons
Platybletes glabrifrons är en skalbaggsart som först beskrevs av Miłosz A. Mazur 1994.  Platybletes glabrifrons ingår i släktet Platybletes och familjen stumpbaggar. Inga underarter finns listade i Catalogue of Life.